# 大石愛子
大石 愛子（おおいし あいこ、1970年10月13日 - ）は、愛知県大府市出身の日本の柔道家。現役時代は66kg級の選手。身長166cm。得意技は内股。

## 人物
バルセロナオリンピック78kg級金メダリストの吉田秀彦や63kg級でオリンピック2連覇の谷本歩実を輩出したことで知られる大石道場の指導者である大石康の長女。弟の大石公平は大成中学校・高等学校女子柔道部の監督を務める。妹の大石いづみも全国レベルで活躍していた。
体重別選手権には中学の頃から出場していて、桜丘高等学校2年の時には66kg級で2位になった。全国高校選手権ではオール一本勝ちで優勝した。
3年の時にはこの当時無差別で行われていた女子の金鷲旗で3位となった。
1989年に筑波大学へ進むと、2年の時には強化選手選考会で優勝した。3年の時には強化選手選考会で2連覇を飾ると、正力杯でも優勝を果たした。
1993年に横浜そごうに入社すると、強化選手選考会では2年ぶり3度目の優勝を飾ると、福岡国際では3位に入った。1994年には選抜体重別で優勝して広島で開催されるアジア大会代表に選ばれた。アジア大会の決勝では世界チャンピオンの曺敏仙に圧されながらも、終了1秒前に払腰で効果を奪い劇的な優勝を成し遂げて、自身24歳の誕生日を勝利で飾ることになった。1995年にはアジア選手権の決勝で台湾の呉玫玲に敗れるも2位に入り、世界選手権で石橋千里が9位にとどまったことで獲得できていなかったこの階級のオリンピック出場権をもたらした。しかし、1996年の体重別では2回戦で土浦日大高校3年の一見理沙に効果で敗れて、アトランタオリンピック出場はならなかった。

## 主な戦績
- 1987年 - 体重別選手権 2位
- 1988年 - 全国高校選手権 優勝
- 1988年 - 金鷲旗 無差別　3位
- 1990年、1991年、1993年 - 強化選手選考会で合計3度の優勝
- 1991年 - 正力杯 優勝
- 1993年 - 福岡国際 3位
- 1994年 - 選抜体重別 優勝
- 1994年 - アジア大会 優勝
- 1995年 - アジア選手権 2位

(出典、JudoInside.com)